# Мадо
34°54′57″ пн. ш. 98°12′37″ сх. д. / 34.91578° пн. ш. 98.21021° сх. д.
Мадо (кит. 玛多县, пін. Măduō Xiàn, трансліт. Madoi) — один із повітів КНР у складі Голо-Тибетської автономної префектури, провінція Цинхай. Адміністративний центр — містечко Мачарі.

## Географія
Висота Мадо над рівнем моря коливається від 4500 до 5000 метрів, повіт лежить на сході Тибетського плато у верхів'ях Хуанхе.

### Клімат
Повіт знаходиться у зоні так званої «гірської тундри», котра характеризується кліматом арктичних пустель. Найтепліший місяць — липень із середньою температурою 8 °C. Найхолодніший місяць — січень, із середньою температурою -15,7 °С.
| Клімат повіту Мадо      | Клімат повіту Мадо | Клімат повіту Мадо | Клімат повіту Мадо | Клімат повіту Мадо | Клімат повіту Мадо | Клімат повіту Мадо | Клімат повіту Мадо | Клімат повіту Мадо | Клімат повіту Мадо | Клімат повіту Мадо | Клімат повіту Мадо | Клімат повіту Мадо | Клімат повіту Мадо |
| Показник                | Січ.               | Лют.               | Бер.               | Квіт.              | Трав.              | Черв.              | Лип.               | Серп.              | Вер.               | Жовт.              | Лист.              | Груд.              | Рік                |
| Середній максимум, °C   | −7                 | −4,4               | −0,2               | 4,5                | 8,4                | 11,4               | 14                 | 13,8               | 10,3               | 4,1                | −2                 | −5,8               | 3,9                |
| Середня температура, °C | −15,7              | −12,6              | −8                 | −2,8               | 1,8                | 5,4                | 8                  | 7,4                | 3,8                | −2,6               | −10,1              | −14,6              | −3,3               |
| Середній мінімум, °C    | −22,7              | −19,5              | −14,2              | −8,8               | −3,6               | 0,5                | 3                  | 2,2                | −0,9               | −7,2               | −16,2              | −21,5              | −9,1               |
| Норма опадів, мм        | 3.9                | 4.7                | 9.5                | 12.1               | 32.7               | 60.3               | 72.5               | 62.6               | 49.6               | 19                 | 3.3                | 2.3                | 332.5              |
| Вологість повітря, %    | 53                 | 49                 | 49                 | 48                 | 56                 | 65                 | 67                 | 63                 | 65                 | 60                 | 52                 | 50                 | 56.4               |
| ----------------------- | ------------------ | ------------------ | ------------------ | ------------------ | ------------------ | ------------------ | ------------------ | ------------------ | ------------------ | ------------------ | ------------------ | ------------------ | ------------------ |
| Джерело: data.cma.cn    |                    |                    |                    |                    |                    |                    |                    |                    |                    |                    |                    |                    |                    |